# Тютюновий провулок (Житомир)
Тютюновий провулок — провулок у Корольовському районі міста Житомира.

## Характеристики
Розташований в центральній частині міста, у Старому місті, в межах кварталу, утвореного вулицями Київською, Гоголівською, Князів Острозьких та Івана Мазепи. Бере початок від вулиці Київської, прямує на південний схід та завершується кутком біля прибудинкової території дев'ятиповерхового житлового будинку № 15 по вулиці Гоголівській.
Забудова провулка представлена як одно-, двоповерховими житловими будинками, так і чотири-, п'ятиповерховими багатоквартирними будинками.

## Історичні відомості
Провулок виник раніше 1827 року як проїзд від Київського шляху до хутора, що розташовувався орієнтовно неподалік перехрестя нинішніх вулиць Гоголівської та Івана Мазепи. Протягом першої половини ХІХ століття проїзд продовжився та з'єднався з дорогою, що прямувала на схід до приміських хуторів (Сейферта, Кашперовського, ін.)
До кінця ХІХ століття проїзд опинився всередині кварталу, утвореного новопрокладеними ділянками вулиць Київської, Міщанської (нині Івана Мазепи), Миловської (нині Гоголівська). Шлях втратив своє значення та перетворився на міський внутрішньоквартальний провулок та отримав назву Махорочний провулок, оскільки у провулку розміщувалося виробництво тютюну.
Первинна забудова провулка формувалася наприкінці ХІХ — початку XX століть. Сучасна забудова провулка формувалася: садибна — у 1950-х роках, багатоповерхова — протягом 1960 — 1980-х років.
У 1968 році назва провулка приведена до норм української мови: провулок отримав нинішню назву Тютюновий.